# Gérard Bignot
Gérard Bignot (Dieppe, Le Pollet, 1er février 1935 - Paris 14e, 1er juin 2007) est un géologue, historien, stratigraphe et micropaléontologue français, spécialiste des foraminifères.

## Biographie

### Géologue et paléontologue
Gérard Bignot est né 1935 à Dieppe dans une famille ouvrière modeste, dont le père exerce la profession de chaudronnier et le grand-père celui de pêcheur. Son instituteur l’encourage à faire des études. Il fréquente l’école Michelet et le Collège Jehan Ango, puis obtient son baccalauréat, dans la Section des Sciences Expérimentales dans les années 1950. À 18 ans, il étudie à Rouen en propédeutique (SPCN) puis part à Caen où passe une licence de sciences naturelles.
Il termine ses études en 3e cycle à Paris au Laboratoire de Géologie de la Sorbonne, où il eut comme enseignant le professeur Jean Cuvillier, avec une thèse sur le Cap d'Ailly (Sainte-Marguerite-sur-Mer) obtenue en 1961 (« Étude sédimentologique et micropaléontologique de l'Éocène du cap d'Ailly »). Il obtient son doctorat puis devient Docteur d’État, et, après avoir présenté une thèse sur la Yougoslavie en juin 1972 (« Recherches stratigraphiques sur les calcaires du Crétacé supérieur et de l'Éocène d'Istrie et des régions voisines (Italie, Yougoslavie). Essai de révision du Liburnien »).
Il entre en 1963, à l' Université Pierre-et-Marie-Curie à la faculté de Jussieu où il deviendra un professeur et un chercheur de renommée mondiale : Il y sera assistant, maître-assistant, maître de conférence, puis professeur de micropaléontologie au sein de l’ Unité de formation et de recherche 928 des sciences de la terre et évolution des milieux naturels et il consacrera la moitié de son temps à l’enseignement supérieur, l’autre moitié comme chercheur au CNRS. Ses recherches sur la micropaléontologie le conduisent en Yougoslavie, en Hongrie, en Égypte, à Madagascar. Il publiera dans la revue scientifique « Revue de micro paléontologie» à partir de 1969, des travaux sur les « microfossiles de position systématique variée » (bactéries, pithonelles, pseudosarcellidés, serpulidés, ostracodes, etc.) qui firent l'objet de 215 publications.

### Dieppois

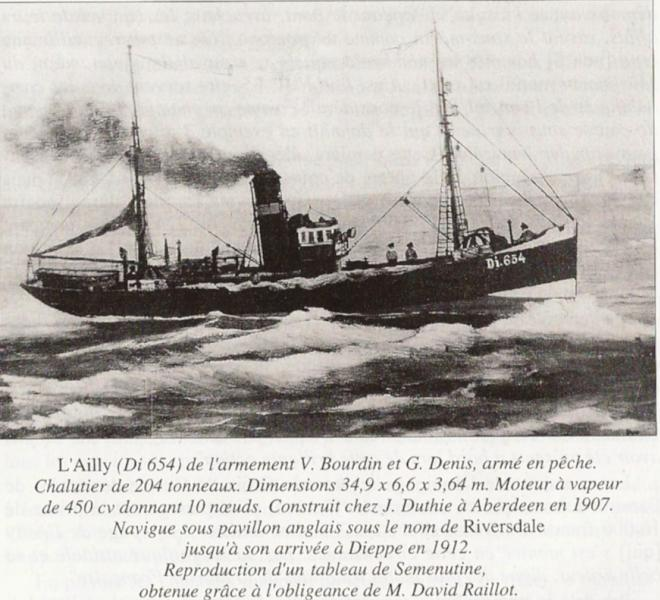
Gérard Bignot, La pêche autrefois à Dieppe : marins-pêcheurs et chalutiers dieppois durant la guerre 1914-1918, Les amys du vieux Dieppe, année 1999, fascicule CVII, pages 11 à 35.

D'origine dieppoise, il publiera également des articles d'histoire, par exemple dans le bulletin des Amys du Vieux Dieppe, association dont il fut vice-président, dans Connaissance de Dieppe, dans Les amis de Fécamp Terre-Neuve, dans la revue du fonds ancien et local « Quiquengrogne ». Il fit quelques travaux sur Théophile Gelée, Tranquille Féret, Josse Hardy. Il écrivit également de nombreux articles sur la pêche dieppoise, notamment sur les pêcheries à Dieppe, les chalutiers à vapeur mais aussi sur bien d'autres sujets comme l'École de cartographie de Dieppe. Il est également membre de la Société géologique de Normandie et des amis du muséum du Havre, de l'Association des géologues du bassin de Paris, de l'Association paléontologique française, de la Société des sciences naturelles et amis du Museum de Rouen, de la Société géologique de France et de l'Association paléontologique de Villers-sur-Mer.
Cartographe, il réalisera une carte de Dieppe-Est et Dieppe-Ouest pour l'IGN.
Il meurt âgé de 73 ans, d'une maladie (mésothéliome) provoquée par l'amiante de Jussieu et repose au cimetière du Pollet à Dieppe, non loin du lieu où il grandit.

#### Livres
- « Le capitaine Sabot et l'armateur Duval, de Dieppe, initiateurs, au XVIIIe siècle, de la pêche terre-neuvière aux "harouelles" », 11 pages, Société d'archéologie et d'histoire de la Manche, 2003.
- Gérard Bignot, Françoise Dépêche, « Introduction à la micropaléontologie »,Université Pierre-et-Marie-Curie, U.E.R. 63, Science de la terre, 1975, 217 pages.
- « Terroirs et monuments de France » sous la direction de Charles Pomerol, BRGM.
- « Terroirs et maisons de France », sous la direction de Charles Pomerol, BRGM.
- « 22e colloque européen de micropaléontologie : Bassin de Paris, Champagne, Ile-de-France, Normandie, Maine 23 septembre - 1er octobre 1993 : Livret-guide ».
- « Les microfossiles: les différents groupes exploitation paléobiologique et géologique », Dunod, 1982.
- « Les microfossiles » Bordas édit., Paris (1982)  (ISBN 2-04-015474-4).
- « Micropaléontologie: Les différents groupes de microfossiles, exploitation paléobiologique et géologique », Dunod, 1988.
- « L’affaire Focquembergues : publication illégale et fausse attestation médicale à Dieppe, en 1653 », Connaissance de Dieppe et de sa région, tome 7, no 84, novembre 1991, p. 2-5.
- « Recherches stratigraphiques sur les calcaires du crétacé supérieur et de l'éocène d'Istrie et des régions voisines: essai de révision du liburnien », Université de Paris VI, U.E.R. 63, Sciences de la terre, 1972.

#### Articles
Liste d'articles en ligne : Micropaléontologie : revue de micro paleontologie
- BIGNOT G., BRETON G., DESTOMBES P. (2007) – Ossiculithes de poissons ( ?) ... du Cap d'Ailly (près de Dieppe, Seine-Maritime).
- G. BIGNOT, G. BRETON & P. DESTOMBES. (2007), Ossiculithes de poissons dans l'Albien inférieur du Pays de Bray (Normandie).
- BELKHOJDA, L. & BIGNOT, G., (2004). La transgression thanétienne (Paléocène supérieur) dans l'Aurès occidental (Algérie), daprès les associations de Foraminifères de la coupe d'El Kantara. Revue de Micropaléontologie, v. 47, no. 1, p. 1–12.
- BIGNOT (G.) (1995). - Géographie et température des eaux du golfe parisien au Thanétien (Paléocène), d'après les Foraminifères benthiques de Villers-Franqueux (près de Reims, France). Rev. Micropal., Paris, 38/4.
- BIGNOT (G.) (1996). - Présence d'un calcaire oolithique dans le Sénonien de Neuillé, près de Saumur. Implications paléogéographiques. Bull. Inf. Géol. Bassin Paris, 33/3, p. 45.
- BIGNOT Gérard, JANIN Marie-Christine & DAMOTTE Renée, (1993): « Esquisse micropaléontologique de la craie à Offaster pilula du Cap d’Ailly (près de Dieppe, Seine-maritime). Proposition d’une coupe de référence régionale pour la limite Santonien-Campanien. », Bull. Inf. Géol. Bass. Paris, 30, 4, 1993, p. 17-21.
- SAMSON, Yann; JANIN, Marie-Christine; BIGNOT, Gerard; GUYADER, Jean ; BRETON, Gerard, (1992): Les globuligerines (foraminiferes planctoniques) de l'Oxfordien inférieur de Villers-sur-Mer (Calvados, France) dans leur gisement. Revue de Paleobiologie, 112: 409-431 ; [lire en ligne].
- BIGNOT (G.) & NEUMANN (M.) (1991). - Les « grands », Foraminifères du Crétacé terminal et du Paléogène du Nord-Ouest européen. Recensement et extensions chronologiques. Bull. Inf. Géol. Bassin Paris, 28/2.
- BIGNOT (G.), (1987), Les paléoenvironnements et les paléogéographies du bassin de Paris au Danien, d'après les Foraminifères du Mont Aimé (Marne, France). - Rev. Micropal., 30/3: 150-176.
- BIGNOT (G.), Jean GUYADER et Christian SEYVE. (1986).—  Découverte de marnes silteuses thanétiennes sous les calcarénites miocènes, en Mer d'Iroise, au large d'Ouessant.
- BIGNOT G. & AUBRY M.P.,(1973) «Géologie de la craie dans le Bassin parisien», Bull. Liaison Labo. Ponts et Chaussées, special V.
- BIGNOT G., (1972)  Utilisation du microscope électronique à balayage dans l'étude morphologique des grands foraminifères. Application.  Paris : Université de Paris. Faculté des Sciences.
- BIGNOT (G.) et GUYADER (J.), (1966), Decouverte de foraminiferes plantoniques dans l'Oxfordien du Havre (Seine-Maritime).Revue de micropaleontologie. - Paris. - V.9, n.2 p. 104-110.
- BIGNOT (G.) (1966) Etat actuel de nos connaissance sur la micropaleontologie du Cretace de Haute-Normandie.In: Bulletin d'information des geologues du bassin de Paris. - Paris. - N.9 ; p. 215-218.

Sur Dieppe
- « Quelques aspects de la commercialisation de la « marée » dieppoise sous l’Ancien Régime », Centre de Recherche d'Histoire Quantitative (2007) ;  (ISBN 978-2-916392-06-6).
- « La pêche autrefois à Dieppe : la grande rafle du 6 messidor an XI (25 juin 1803) et les onze années de misère qui suivirent » in : Les Amys du Vieux Dieppe, Fasicule CVIII, (2000).
- « Les premiers chalutiers à vapeur de Dieppe (1838-1914), » Chasse-Marée n° 133, avril 2000, pages 10 à 23.
- « Essor, apogée et déclin de la pêche morutière à Dieppe (1522-1919). » - In : VI Ilèmes journées d'histoire maritime de la Normandie, Cahiers Léopold Delisle, 49, fasc. 3-4, 2000. - p. 39-42. 387
- (1996) « Une recherche infructueuse de charbon de terre aux environs de Dieppe (Haute-Normandie) à la fin du dix-huitième siècle. Obstacles conceptuels et technologiques » (COFRHIGEO).
- (1993) « Le déplacement des coquillages fossiles selon Jacques-Tranquillain Féret, apothicaire dieppois du milieu du XVIIIe siècle » (COFRHIGEO).
- (1997) « La pêche autrefois à Dieppe », in: Le Bulletin des Amys du vieux Dieppe.
- « Une tortue monstrueuse au large de Dieppe en 1752 », in: Le Bulletin des Amys du vieux Dieppe.
- « L'adoption du doris par les terre-neuviers dieppois » in : Les amis de Fécamp Terre-Neuve.
- « Le prompt retour des Dieppois sur les lieux de pêche canadiens après l'effondrement du Premier Empire (1814-1825) »  in : Les amis de Fécamp Terre-Neuve.
- « La préhistoire des bains de mer à Dieppe. De la balnéothérapie au tourisme balnéaire, XIVe siècle-1824. »
- « Scientifiques dieppois et patrimoine local ». (École de cartographie de Dieppe XVIe et XVIIe siècles in: Le Bulletin des Amys du vieux Dieppe (1988).
- (1985) « La pêche et l'affinement des huîtres au siècle passé » in: Le Bulletin des Amys du vieux Dieppe, n° XCII.
- La Vaquelotte, une invention dieppoise? in :« Amys du Vieux Dieppe ».